# CC Legija
Curling club Legija je hrvatski curling klub iz Slavonskog Broda.  
Utemeljen je 2003. godine.
Na prvom PH u curlingu 2006. nisu sudjelovali, kao ni na drugom PH u curlingu, održanom 2007.
Prvo sudjelovanje su imali na PH u curlingu 2008., nakon što se, nakon više godina postojanja ovog kluba, u Slavonskom Brodu napravilo sklizalište na kojima je Legija mogla trenirati. 

Prvi je sudionik hrvatskih prvenstava koji nije iz Zagreba.

## Vanjske poveznice
- Hrvatski curling savez  Arhivirana inačica izvorne stranice od 17. veljače 2009. (Wayback Machine)